# Master of the Moon
Master of the Moon — десятий і останній студійний альбом американського хеві-метал гурту Dio. Він був випущений 30 серпня 2004 року в Європі на лейблі SPV/Steamhammer і 7 вересня 2004 року в США на лейблі Sanctuary Records. Продюсером запису виступив Ронні Джеймс Діо.

## Про альбом
Альбом знаменує собою повернення гітариста Крейга Голді, який також взяв участь у записі альбомів Dream Evil (1987) і  Magica (2000).
Одну з пісень альбому - «Death by Love» частково написав колишній гастрольний басист Чак Гаррік, хоча у примітках до альбому він не вказаний.
В рамках туру на підтримку цього альбому Діо вирушив у дорогу з Fireball Ministry та Anthrax на розігріві. Як завжди, він включив у сет-лист матеріал із різних етапів своєї кар'єри, у тому числі пісні Rainbow та Black Sabbath.
Через інші зобов'язання Пілсон не зміг брати участь у турі, а Руді Сарзо взяв на себе обов'язки бас-гітариста.

## Перевидання
У 2019 році було анонсовано про вихід перевидання Master of the Moon. Перший диск ідентичний оригінальному північноамериканському випуску. Перевидання включає в себе також другий диск, що містить чотири "живі" треки, записані під час туру Master of the Moon, а також пісню "The Prisoner of Paradise", яка спочатку була включена у японську версію альбому.

## Треклист
| Сторона 1 | Сторона 1                   | Сторона 1  |
| #         | Назва                       | Тривалість |
| --------- | --------------------------- | ---------- |
| 1.        | «One More for the Road»     | 3:18       |
| 2.        | «Master of the Moon»        | 4:19       |
| 3.        | «The End of the World»      | 4:39       |
| 4.        | «Shivers»                   | 4:15       |
| 5.        | «The Man Who Would Be King» | 4:58       |

| Сторона 2 | Сторона 2                                                 | Сторона 2                        | Сторона 2  |
| #         | Назва                                                     | Автор музики                     | Тривалість |
| --------- | --------------------------------------------------------- | -------------------------------- | ---------- |
| 6.        | «The Eyes»                                                |                                  | 6:27       |
| 7.        | «Living the Lie»                                          | Dio, Goldy, Simon Wright         | 4:25       |
| 8.        | «I Am»                                                    |                                  | 5:00       |
| 9.        | «Death by Love»                                           | Dio, Goldy, Chuck Garric, Wright | 4:21       |
| 10.       | «In Dreams»                                               |                                  | 4:26       |
| 11.       | «The Prisoner of Paradise» (Japanese edition bonus track) |                                  | 4:01       |

| Другий диск перевидання 2019 року | Другий диск перевидання 2019 року                                  | Другий диск перевидання 2019 року |
| #                                 | Назва                                                              | Тривалість                        |
| --------------------------------- | ------------------------------------------------------------------ | --------------------------------- |
| 1.                                | «Heaven and Hell [Live, Master of the Moon Tour 2004/2005]»        | 10:21                             |
| 2.                                | «Rainbow in the Dark [Live, Master of the Moon Tour 2004/2005]»    | 5:22                              |
| 3.                                | «Rock and Roll Children [Live, Master of the Moon Tour 2004/2005]» | 4:59                              |
| 4.                                | «The Eyes [Live, Master of the Moon Tour 2004/2005]»               | 6:48                              |
| 5.                                | «The Prisoner of Paradise»                                         | 4:00                              |

## Учасники запису
Dio
- Ронні Джеймс Діо — вокал
- Крейг Голді — гітара, клавішні
- Джефф Пілсон — бас-гітара
- Саймон Райт — ударні
- Скотт Воррен — клавішні

Інші
- Записано на Total Access Recording в Редондо-Біч, Каліфорнія
- Продюсер - Ронні Джеймс Діо
- Звукоінженер - Він Девіс
- Брайан Дотерті, Майкл Макмаллен – помічники звукоінженерів
- Едді Шрайер – мастеринг
- Обкладинка - Марк Сассо

## Чарти
| Chart (2004–2020)                                  | Peak position |
| -------------------------------------------------- | ------------- |
| Фінляндія Finnish Albums (Suomen virallinen lista) | 16            |
| Німеччина German Albums (Offizielle Top 100)       | 43            |
| Japanese Albums (Oricon)                           | 259           |
| Швеція Swedish Albums (Sverigetopplistan)          | 35            |
| США Billboard 200                                  | 127           |